# Maksim Choulguine
Pour les articles homonymes, voir Choulguine.
Maksim Petrovitch Choulguine (en russe : Максим Петрович Шульгин) est un joueur russe de volley-ball né le 17 mai 1983 à Niagan (Khantys-Mansis, alors en URSS). Il mesure 2,04 m et joue passeur.

## Clubs
| Club                     | De        | À         |
| ------------------------ | --------- | --------- |
| Samotlor Nijnievartovsk  | 1999-2000 | 2005-2006 |
| Lokomotiv Belgorod       | 2006-2007 | 2006-2007 |
| NOVA Novokouïbychevsk    | 2007-2008 | 2009-2010 |
| Dinamo Krasnodar         | 2010-2011 | 2010-2011 |
| Goubernia Nijni Novgorod | 2011-2012 | ...       |

## Palmarès
- Coupe de la CEV (1)
  - Finaliste : 2014